# Helbra
Helbra est une commune allemande de l'arrondissement de Mansfeld-Harz-du-Sud, Land de Saxe-Anhalt.

## Géographie
| Benndorf | Klostermansfeld |          |
| Ahlsdorf | Helbra          | Eisleben |
|          | Hergisdorf      |          |

Helbra se trouve sur la ligne de Berlin à Blankenheim.

## Histoire
Helbra est mentionné pour la première fois en 1155.

## Jumelage
- Finnentrop,  Rhénanie-du-Nord-Westphalie

## Personnalités liées à la commune
- Wilhelm Spielberg (1826-1890), homme politique
- Heinz Schwitzke (1908-1991), journaliste
- Fritz Schenk (1930-2006), journaliste
- Rolf Dach (né en 1934), diplomate est-allemand
- Dieter Montag (né en 1949), acteur
- Norbert Bischoff (né en 1950), homme politique

## Source, notes et références
- (de) Cet article est partiellement ou en totalité issu de l’article de Wikipédia en allemand intitulé « Helbra » (voir la liste des auteurs).